# Horní Cerekev
Horní Cerekev − miasto w Czechach, w kraju Wysoczyna. Według danych z 31 grudnia 2003 powierzchnia miasta wynosiła 3 199 ha, a liczba jego mieszkańców 1 866 osób.
Rodzinna miejscowość aktora Josefa Dvořáka.

## Demografia
| Rok             | 1970  | 1980  | 1991  | 2001  | 2003  |
| --------------- | ----- | ----- | ----- | ----- | ----- |
| Liczba ludności | 2 102 | 1 961 | 1 877 | 1 845 | 1 866 |

Źródło: Czeski Urząd Statystyczny